# S. B. Divya
Divya Srinivasan Breed (Pseudonym: S. B. Divya) ist eine Ingenieurin und Autorin, die für ihre Werke im Bereich der spekulativen Fiktion bekannt ist. Ihre Werke wurden mehrfach für den Hugo Award und den Nebula Award nominiert. Sie war bis zum 8. April 2022 gemeinsam mit Mur Lafferty Co-Herausgeberin des Science-Fiction-Podcasts Escape Pod.

## Leben und Ausbildung
S. B. Divya, geboren in Puducherry, Indien, wanderte im Alter von fünf Jahren mit ihren Eltern in die Vereinigten Staaten aus. Ihr Vater war Professor für Betriebswirtschaft, ihre Mutter arbeitete als Softwareingenieurin. Der Buchstabe „S“ in ihrem Pseudonym steht für ihren Vaternamen Srinivasan, während das „B“ den Nachnamen ihres Ehemanns Breed repräsentiert.
Sie schloss ihr Studium mit einem Bachelor in Computation and Neural Systems am California Institute of Technology (Caltech) ab und erwarb einen Master of Engineering in Signalverarbeitung an der University of California, San Diego.

## Werke

### Romane
- Meru. 2023.
- Machinehood. 2021.

### Novellen
- Runtime. 2016.

## Auszeichnungen und Anerkennung
- 2016: Runtime – Nominiert für den Nebula Award in der Kategorie Beste Novelle
- 2018: Escape Pod – Nominiert für den Hugo Award n der Kategorie Beste Semiprofessionelle Zeitschrift
- 2020: Escape Pod – Nominiert für den Hugo Award n der Kategorie Beste Semiprofessionelle Zeitschrift
- 2022: Machinehood – Nominiert für den Nebula Award in der Kategorie Bester Roman